# オオシラビソ
オオシラビソ（大白檜曽、学名：Abies mariesii）は、マツ科モミ属の常緑針葉樹で、日本の特産種である。別名はアオモリトドマツ、ホソミノアオモリトドマツ(大竜仙)。青森市では「市の木」に指定されている。

　東北地方の高山において樹氷を形成する代表樹種である（八甲田山・八幡平・森吉山・蔵王）。

## 特徴
中部地方から東北地方の亜高山帯に分布する。分布の西端は白山、南端は南アルプスまたは富士山、北端は青森県の八甲田山である。本州中部では海抜1,500-2,500m、東北では1,000m以下から分布する場所もある。シラビソに近い気候を好むため、本州中部の山岳地帯では、通常両者は混生しているが、比較すると太平洋側の比較的雪の少ない山岳にはシラビソが、日本海側の多雪地の山岳ではオオシラビソが優勢である。ハイマツを除く針葉樹の中では、最も多雪環境に適応した樹種とされる。東北地方の亜高山帯林には南部を除いてシラビソは分布しないため、オオシラビソが圧倒的に優勢である(それ以外はコメツガが東北北部にも分布する)。ただし、日本海側の山岳のいくつか（飯豊山地・朝日山地・出羽三山・鳥海山など）では、あまりの多雪のためオオシラビソすらほとんど、あるいはまったく分布しない。ハイマツを除くと、オオシラビソより多雪環境に強い針葉樹はなく、そのため、これらの山では亜高山帯針葉樹林が欠落し、山地帯から偽高山帯を経て直接高山帯へと移行している。
シラビソと同様、最大で樹高40m、直径1mに達する大木となる可能性はあるが、山岳地帯の過酷な環境のため、ほとんどの場合はそれほどの樹高にならない。また、寿命も数十年程度と、樹木としては比較的短い場合が多い。枝からの葉ののび方がシラビソ及び他のモミ属樹種とかなり違い、上から見ると枝が葉に隠されて見えない（写真を参照）。球果はシラビソと同じかやや大型、色も似るが、先端が丸みを帯びる点が、やや尖っているシラビソの球果と区別できる。
モミ属の中での系統的に他の種と大きく外れており、日本はもとよりユーラシア大陸に近縁種はなく、太平洋を越えたカナダ南部と米国北部のアマビリスモミ Abies amabilis が唯一の近縁種とされる。
現在の日本の亜高山帯、特に多雪地の亜高山帯ではオオシラビソは優勢な樹種だが、最終氷期の化石資料はあまり多くない。特に現在はオオシラビソが圧倒的に優勢な東北地方の山岳では、オオシラビソの化石はまったく発見されていない。花粉分析などの結果からは、東北地方の山岳にオオシラビソが分布を広げたのは、吾妻山で約2500年前、八甲田山や八幡平では、わずか600年前のことと見られている。それ以前は、これらの山でも最終氷期の終了以降亜高山帯針葉樹林が欠落していたものと推定される。このことから、オオシラビソは寒冷環境に適応した樹木にもかかわらず、最終氷期の終了後の温暖期になってから山岳地帯で勢力を拡大したもので、最終氷期にはそれほど繁栄していなかったと考えられている。その理由はオオシラビソは寒冷気候とともに多雪環境にも強い樹種だが、最終氷期の日本は寒冷ではあっても現在より降雪量がずっと少なかったことと関係があると思われる。
- オオシラビソの葉
- オオシラビソの球果（毬果）